# Кув де Мюрвиль, Морис Ноэль
Его Высокопреосвященство архиепископ Морис Ноэль Кув де Мюрвиль (фр. Maurice Noël Léon Couve de Murville), (27 июня 1927, Сен-Жермен-ан-Ле, Франция — 3 ноября 2007, Западный Суссекс, Великобритания) — английский прелат Римско-католической церкви, 7-й Архиепископ Бирмингема с 25 марта 1982 года до выхода на пенсию 12 июня 1999 года . Ранее служил священником в диоцезе Арундела и Брайтона и капелланом в Университете Кембриджа.

## Ранние годы
Морис Кув де Мюрвиль родился в Сен-Жермен-ан-Ле, недалеко от Парижа, во французской семье уроженцев острова Маврикий. Его двоюродный брат — известный политик-гугенот, Морис Кув де Мюрвиль был министром иностранных дел (1958—1968) и премьер-министром Франции (1968—1969) в правительстве Шарля де Голля. В 1936 году, в семилетнем возрасте, его отец перевез семью в Лизерхэд, графство Суррей. Его мать умерла в 1945 году и похоронена в Суррее.
Учился в католической школе в Бат. Затем получил в степень магистра истории в Тринити-колледж в Кембридже. Обучался в семинарии при церкви Сен-Сюльпис в Париже. Затем получил лиценциат по богословию (католическая степень, аналогичная магистру) в Католическом институте в Париже. Там он вдохновился движением католических священников Франции служить служить ближе к рабочему народу, на заводах и фабриках. А также начал многолетнюю дружбу с будущим кардиналом и архиепископом Парижа Жаном-Мари Люстиже(1926—2007).
29 июня 1957 года (в 30 лет), в день празднования Святых апостолов Петра и Павла, рукоположен в священники в диоцезе Саутуарка епископом Сирилом Конрадом Ковдероем (англ. Cyril Conrad Cowderoy), позднее архиепископом Саутуарка (1965—1976). Служил кюре в Дартфорде (1957—1960) и Брайтоне (1960—1961). Позднее служил священником в церкви Святого Франциска в Мулескумбе (1961—1964). В это же время был назначен капелланом Университета Суссекса. В 1964 году он организовал службу капелланов в Брайтоне под названием Howard House.
В 1975 году (в 48 лет) он получил степень магистра философии по изучению Ассирии и Вавилона в Лондонском Университете, затем переехал в Кембридж, где его назначили капелланом Кембриджского Университета.

## Церковная карьера

### Архиепископ Бирмингема
Кув де Мюрвиль (в 54 года) служил в Кембридже, когда 22 января 1982 года пришло неожиданное известие о его назначении архиепископом Бирмингема (третий по значимости пост в Католической Церкви Англии и Уэльса) на смену Джорджу Дуайеру. На тот момент он не был даже епископом, поэтому епископская хиротония и возведение в сан архиепископа состоялись в один день, Благовещение, 25 марта 1982 года. Церемонию епископской хиротонии вёл папский нунций архиепископ Бруно Хайм (англ. Bruno Heim), которому сослужили и помогали: давний друг, архиепископ Парижа Жаном-Мари Люстиже, и епископ Бэзил Кристофер Батлер(англ. Basil Christopher Butler OSB).
В качестве архиепископа Бирмингема, Кув де Мюрвиль встречал папу Иоанна Павла II в аэропорту Ковентри в Пасхальное Воскресенье 30 мая 1982 года, в третий день визита Папы в Великобританию. Красная шелковая казула, которая была на Папе в тот день, до сих пор хранится в архидиоцезe Бирмингема и используется для облачения архиепископа по большим праздникам.
Кув де Мюрвиль много сделал для развития религиозного обучения мирян. Содействовал расширению Института Мариваля (основан Джоном Ньюманом в 1848 году) до статуса международного Католического Колледжа Богословия, Религиозного обучения и Катехизиса.
Архиепископ Кув де Мюрвиль активно поддерживал беатификацию и канонизацию кардинала Ньюмана, однако не дожил до этого события. Торжества по случаю беатификации планируются на 19 сентября 2010 года в Бирмингеме во время визита папы Бенедикта XVI в Великобританию.
Последние годы его архиепископства были омрачены многочисленными скандалами связанными со священниками-педофилами архидиоцеза Бирмингема. Он оказался одним из первых, кому пришлось столкнуться с оглаской случаев насилия в церкви и давлением прессы. Особенно сильно прогремели дела Эрика Тейлора(англ. Eric Taylor) (обвинен в надругательствах над 18 мальчиками в 1950-х-60х. Посажен в тюрьму в 1998 году. Умер в тюрьме в 2001 году в возрасте 82 лет) и Самюэля Пенни (англ. Samuel Penney) (работал вместе с Тейлором в летних лагерях). В интервью BBC 1993 года о деле Самюэля Пенни он сказал:

«Возвращаясь мысленно к прошлому, я думаю, мы сделали ошибку. Я полагаю, что надо было открыть его дело полиции намного раньше..»

Общая сумма компенсаций жертвам насилия архидиоцеза Бирмингема составила более £2.5 млн.
В 1994 году удостоен почётной докторской степени Открытого Университета, в 1996 году почетной степени доктором богословия Университета Бирмингема.

### Отставка и последние годы
После сложной операции в 1999 году (в 72 года) подал в отставку и Иоанн Павел II позволил ему выйти на пенсию раньше установленного возраста (75 лет) по состоянию здоровья.
После отставки вернулся в Суссекс. С удовольствие исполнял обязанности главного капеллана британской ассоциации Мальтийского Ордена(1987—1991 и 2001). Возведен в рыцари Ордена Святого Георга.
Последнюю мессу отслужил 26 марта 2007 года в честь 25 годовщины епископской хиротонии.
На его счету множество публикаций, в том числе, за несколько месяцев до кончины, он закончил перевод «Истории Католической Церкви в Китае».
В 2006 году у него обнаружен рак на последней стадии. 3 ноября 2007 года он мирно скончался в больнице Западного Суссекса. Похоронная служба состоялась 21 ноября 2007 года в Бирмингеме. Его герб изображен на органе 1993 года в кафедральном соборе Бирмингема.